# Антуан II де Люксембург-Линьи
Антуан II де Люксембург-Линьи (фр. Antoine II de Luxembourg-Ligny; ум. 8 февраля 1557) — граф де Бриенн и де Линьи. 
Сын Шарля I де Люксембурга и Шарлотты д'Эстутвиль.
Капитан отряда 50 всадников, полковник легионеров Шампани и Бри при Франциске I. Участник Итальянских войн, в 1554 году оборонял Линьи от войск императора Карла V.  

## Семья
Жена (7.03.1535): Маргарита Савойская (ум. 1591), дочь Рене Савойского, графа де Виллара, и Анны Ласкарис, графини де Тенда
Дети:
- Жан III  де Люксембург-Линьи (ум. 1576), граф де Бриенн и де Линьи. Жена: Гийеметта (ум. 1592), дочь Роберта IV де Ла Марка, герцога де Буйона, принца Седанского
- Антуан де Люксембург-Линьи (ум. 1573), барон де Пине
- Франсуа де Люксембург-Линьи (ум. 1613), герцог де Пине-Люксембург. Жена 1) (1576): Диана Лотарингская (1558—1597); 2) (1599): Маргарита Лотарингская (1564—1625)
- Анри (ум. во младенчестве)
- Мадлен. Муж: Кристоф Жювенель дез Юрсен (ок. 1525—1588), маркиз де Тренель